# Sport-Verein Werder von 1899 1987-1988
Questa voce raccoglie le informazioni riguardanti il Sport-Verein Werder von 1899 nelle competizioni ufficiali della stagione 1987-1988.

## Stagione
Nella stagione 1987-1988 il Werder Brema, allenato da Otto Rehhagel, concluse il campionato di Bundesliga al 1º posto. In Coppa di Germania il Werder Brema fu eliminato in semifinale dall'Eintracht Francoforte. In Coppa UEFA il Werder Brema fu eliminato in semifinale dal Bayer Leverkusen.

## Rosa
| N. |                     | Ruolo | Calciatore        |
| -- | ------------------- | ----- | ----------------- |
|    | Germania (bandiera) | P     | Dieter Burdenski  |
|    | Germania (bandiera) | P     | Oliver Reck       |
|    | Germania (bandiera) | D     | Ulrich Borowka    |
|    | Norvegia (bandiera) | D     | Rune Bratseth     |
|    | Germania (bandiera) | D     | Michael Kutzop    |
|    | Germania (bandiera) | D     | Jonny Otten       |
|    | Germania (bandiera) | D     | Matthias Ruländer |
|    | Germania (bandiera) | D     | Gunnar Sauer      |
|    | Germania (bandiera) | D     | Thomas Schaaf     |
|    | Germania (bandiera) | C     | Dieter Eilts      |

| N. |                     | Ruolo | Calciatore          |
| -- | ------------------- | ----- | ------------------- |
|    | Germania (bandiera) | C     | Günter Hermann      |
|    | Germania (bandiera) | C     | Norbert Meier       |
|    | Germania (bandiera) | C     | Miroslav Votava     |
|    | Germania (bandiera) | C     | Thomas Wolter       |
|    | Germania (bandiera) | A     | Manfred Burgsmüller |
|    | Germania (bandiera) | A     | Christoph Hanses    |
|    | Germania (bandiera) | A     | Frank Neubarth      |
|    | Germania (bandiera) | A     | Frank Ordenewitz    |
|    | Germania (bandiera) | A     | Karl-Heinz Riedle   |

## Organigramma societario
Area tecnica
- Allenatore: Otto Rehhagel
- Allenatore in seconda: Karl-Heinz Kamp
- Preparatore dei portieri:
- Preparatori atletici:

## Calciomercato

### Sessione estiva
| Acquisti | Acquisti          | Acquisti            | Acquisti |
| R.       | Nome              | da                  | Modalità |
| -------- | ----------------- | ------------------- | -------- |
| D        | Ulrich Borowka    | Borussia M'gladbach |          |
| A        | Karl-Heinz Riedle | Blau-Weiß Berlin    |          |

| Cessioni | Cessioni           | Cessioni              | Cessioni |
| R.       | Nome               | a                     | Modalità |
| -------- | ------------------ | --------------------- | -------- |
| C        | Benno Möhlmann     | Amburgo               |          |
| C        | Frank Klobke       | Oldenburg             |          |
| D        | Dirk Lellek        | Oldenburg             |          |
| D        | Axel Noruschat     | Rot-Weiss Essen       |          |
| D        | Bruno Pezzey       | Wacker Innsbruck      |          |
| D        | Dieter Schlindwein | Eintracht Francoforte |          |
| C        | Wolfgang Sidka     | TeBe Berlino          |          |
| A        | Rudi Völler        | Roma                  |          |

### Sessione invernale
| Acquisti | Acquisti | Acquisti | Acquisti |
| R.       | Nome     | da       | Modalità |
| -------- | -------- | -------- | -------- |

| Cessioni | Cessioni | Cessioni | Cessioni |
| R.       | Nome     | a        | Modalità |
| -------- | -------- | -------- | -------- |

## Risultati

### Bundesliga

#### Girone di andata
| Arbitro: | Neuner |

|  |           |            |
|  | Marcatori | 17’ Schaaf |

| Arbitro: | Broska |

|                          |           |  |
| Ordenewitz 36’ Meier 85’ | Marcatori |  |

| Kaiserslautern 15 agosto 1987, ore 15:30 CEST 3ª giornata | Kaiserslautern | 0 – 0 referto | Werder Brema | Fritz-Walter-Stadion (18 255 spett.)\| Arbitro: \| Tritschler \| |
| Arbitro:                                                  | Tritschler     |               |              |                                                                  |

| Brema 22 agosto 1987, ore 15:30 CEST 4ª giornata | Werder Brema | 0 – 0 referto | Bochum | Weserstadion (16 000 spett.)\| Arbitro: \| Strigel \| |
| Arbitro:                                         | Strigel      |               |        |                                                       |

| Arbitro: | Amerell |

|           |           |                 |
| Kuntz 69’ | Marcatori | 74’, 80’ Riedle |

| Arbitro: | Kautschor |

|                                                               |           |                     |
| Meier 11’ Ordenewitz 45’, 61’, 85’ (rig.) Buchwald 51’ (aut.) | Marcatori | 83’ (rig.) Allgöwer |

| Arbitro: | Föckler |

|              |           |                                     |
| Schreier 25’ | Marcatori | 53’, 90’ Ordenewitz 67’ Burgsmüller |

| Arbitro: | Matheis |

|                                                       |           |  |
| Burgsmüller 18’, 25’ Riedle 33’ Ordenewitz 53’ (rig.) | Marcatori |  |

| Arbitro: | Gabor |

|                             |           |           |
| Pflügler 75’ Rummenigge 82’ | Marcatori | 88’ Meier |

| Arbitro: | Krug |

|                                      |           |            |
| Riedle 25’ Meier 66’ Burgsmüller 69’ | Marcatori | 18’ Bührer |

| Arbitro: | Weber |

|             |           |                 |
| Freiler 41’ | Marcatori | 80’ Burgsmüller |

| Arbitro: | Assenmacher |

|                |           |  |
| Ordenewitz 54’ | Marcatori |  |

| Arbitro: | Bruch |

|              |           |                          |
| Bakalorz 11’ | Marcatori | 17’ Ordenewitz 48’ Sauer |

| Arbitro: | Kruse |

|                                   |           |  |
| Votava 44’ Schlindwein 45’ (aut.) | Marcatori |  |

| Arbitro: | Brückner |

|                         |           |           |
| Neubarth 15’ Votava 71’ | Marcatori | 5’ Kohler |

| Amburgo 14 novembre 1987, ore 15:30 CET 16ª giornata | Amburgo | 0 – 0 referto | Werder Brema | Volksparkstadion (34 600 spett.)\| Arbitro: \| Wiesel \| |
| Arbitro:                                             | Wiesel  |               |              |                                                          |

| Arbitro: | Boos |

|                                                             |           |  |
| Riedle 18’, 69’ Ordenewitz 52’ (rig.), 89’ (rig.) Meier 55’ | Marcatori |  |

#### Girone di ritorno
| Arbitro: | Broska |

|            |           |  |
| Riedle 84’ | Marcatori |  |

| Arbitro: | Werner |

|  |           |                   |
|  | Marcatori | 17’, 84’ Neubarth |

| Brema 20 febbraio 1988, ore 15:30 CET 20ª giornata | Werder Brema | 0 – 0 referto | Kaiserslautern | Weserstadion (17 500 spett.)\| Arbitro: \| Pauly \| |
| Arbitro:                                           | Pauly        |               |                |                                                     |

| Arbitro: | Brehm |

|  |           |               |
|  | Marcatori | 1’ Ordenewitz |

| Arbitro: | Wittke |

|                                             |           |           |
| Riedle 34’, 90’ Neubarth 64’, 68’ Meier 87’ | Marcatori | 16’ Kuntz |

| Arbitro: | Föckler |

|            |           |  |
| Walter 73’ | Marcatori |  |

| Arbitro: | Schmidhuber |

|                                 |           |                            |
| Riedle 62’, 89’ Burgsmüller 86’ | Marcatori | 30’, 37’ Schreier 90’ Tita |

| Dortmund 23 marzo 1988, ore 20:00 CET 25ª giornata | Borussia Dortmund | 0 – 0 referto | Werder Brema | Westfalenstadion (36 700 spett.)\| Arbitro: \| Dellwing \| |
| Arbitro:                                           | Dellwing          |               |              |                                                            |

| Arbitro: | Kautschor |

|                                       |           |                     |
| Ordenewitz 26’ (rig.) Riedle 40’, 85’ | Marcatori | 25’ (rig.) Matthäus |

| Arbitro: | Assenmacher |

|  |           |             |
|  | Marcatori | 46’ Borowka |

| Arbitro: | Fux |

|                                   |           |  |
| Neubarth 36’ Sauer 60’ Riedle 76’ | Marcatori |  |

| Norimberga 23 aprile 1988, ore 15:30 CEST 29ª giornata | Norimberga | 0 – 0 referto | Werder Brema | Städtisches Stadion (39 000 spett.)\| Arbitro: \| Kruse \| |
| Arbitro:                                               | Kruse      |               |              |                                                            |

| Arbitro: | Gabor |

|                       |           |  |
| Kutzop 76’ Riedle 81’ | Marcatori |  |

| Arbitro: | Kautschor |

|  |           |            |
|  | Marcatori | 70’ Riedle |

| Arbitro: | Neuner |

|                                  |           |  |
| Povlsen 3’ Littbarski 50’ (rig.) | Marcatori |  |

| Arbitro: | Umbach |

|           |           |                                         |
| Meier 37’ | Marcatori | 39’ Möhlmann 70’ Bein 77’, 87’ Labbadia |

| Arbitro: | Dellwing |

|                |           |                                    |
| Tschiskale 59’ | Marcatori | 6’, 17’ Riedle 26’, 44’ Ordenewitz |

### Coppa di Germania
| Arbitro: | Malbranc |

|  |           |                                            |
|  | Marcatori | 34’, 77’ Meier 60’ Neubarth 72’ Ordenewitz |

| Arbitro: | Schmidt |

|                                                    |           |                                                                              |
| Plagge 79’ (rig.) Ansorge 89’ Otto 90’ Fiebich 90’ | Marcatori | 40’ Neubarth 53’ (aut.) Ansorge 70’ (rig.) Kutzop 84’ Riedle 101’ Ordenewitz |

| Arbitro: | Tritschler |

|               |           |             |
| Pfirrmann 69’ | Marcatori | 7’ Bratseth |

| Arbitro: | Krug |

|                                        |           |            |
| Neubarth 19’ Ordenewitz 37’ Riedle 43’ | Marcatori | 30’ Mähler |

| Arbitro: | Weber |

|              |           |                                   |
| Lindenau 87’ | Marcatori | 7’ Neubarth 31’ Votava 55’ Schaaf |

| Arbitro: | Pauly |

|  |           |            |
|  | Marcatori | 45’ Schulz |

### Coppa UEFA
| Arbitro: | Ruokonen |

|  |           |                                                    |
|  | Marcatori | 6’, 87’ Riedle 52’ Ordenewitz 55’ Sauer 64’ Wolter |

| Arbitro: | McKnight |

|  |           |               |
|  | Marcatori | 78’ Markussen |

| Arbitro: | Sørensen |

|                                             |           |                 |
| Mostovoj 11’ Rodionov 36’, 55’ Pasul'ko 90’ | Marcatori | 81’ Burgsmüller |

| Arbitro: | Sandoz |

|                                                                        |           |                            |
| Neubarth 4’, 10’ Ordenewitz 25’ Sauer 78’ Riedle 101’ Burgsmüller 109’ | Marcatori | 71’ Čerenkov 110’ Pasul'ko |

| Arbitro: | Azpitarte |

|                        |           |               |
| Neubarth 3’ Riedle 18’ | Marcatori | 20’ Šengelija |

| Arbitro: | Karlsson |

|                  |           |            |
| Sulakvelidze 31’ | Marcatori | 61’ Schaaf |

| Arbitro: | Valentine |

|  |           |              |
|  | Marcatori | 49’ Neubarth |

| Arbitro: | Keizer |

|           |           |               |
| Sauer 32’ | Marcatori | 54’ Volpecina |

| Arbitro: | Germanakos |

|               |           |  |
| Reinhardt 60’ | Marcatori |  |

| Brema 20 aprile 1988 Semifinale | Werder Brema  | 0 – 0 referto | Bayer Leverkusen | Weserstadion (43 000 spett.)\| Arbitro: \| Lund-Sørensen \| |
| Arbitro:                        | Lund-Sørensen |               |                  |                                                             |

## Statistiche

### Statistiche di squadra
| Competizione      | Punti | In casa | In casa | In casa | In casa | In casa | In casa | In trasferta | In trasferta | In trasferta | In trasferta | In trasferta | In trasferta | Totale | Totale | Totale | Totale | Totale | Totale | DR  |
| Competizione      | Punti | G       | V       | N       | P       | Gf      | Gs      | G            | V            | N            | P            | Gf           | Gs           | G      | V      | N      | P      | Gf     | Gs     | DR  |
| ----------------- | ----- | ------- | ------- | ------- | ------- | ------- | ------- | ------------ | ------------ | ------------ | ------------ | ------------ | ------------ | ------ | ------ | ------ | ------ | ------ | ------ | --- |
| Bundesliga        | 52    | 17      | 13      | 3       | 1       | 42      | 12      | 17           | 9            | 5            | 3            | 19           | 10           | 34     | 22     | 8      | 4      | 61     | 22     | +39 |
| Coppa di Germania | -     | 2       | 1       | 0       | 1       | 3       | 2       | 4            | 3            | 1            | 0            | 13           | 6            | 6      | 4      | 1      | 1      | 16     | 8      | +8  |
| Coppa UEFA        | -     | 5       | 2       | 2       | 1       | 9       | 5       | 5            | 2            | 1            | 2            | 8            | 6            | 10     | 4      | 3      | 3      | 17     | 11     | +6  |
| Totale            | 52    | 24      | 16      | 5       | 3       | 54      | 19      | 26           | 14           | 7            | 5            | 40           | 22           | 50     | 30     | 12     | 8      | 94     | 41     | +53 |

### Andamento in campionato
| Giornata  | 1 | 2 | 3 | 4 | 5 | 6 | 7 | 8 | 9 | 10 | 11 | 12 | 13 | 14 | 15 | 16 | 17 | 18 | 19 | 20 | 21 | 22 | 23 | 24 | 25 | 26 | 27 | 28 | 29 | 30 | 31 | 32 | 33 | 34 |
| --------- | - | - | - | - | - | - | - | - | - | -- | -- | -- | -- | -- | -- | -- | -- | -- | -- | -- | -- | -- | -- | -- | -- | -- | -- | -- | -- | -- | -- | -- | -- | -- |
| Luogo     | T | C | T | C | T | C | T | C | T | C  | T  | C  | T  | C  | C  | T  | C  | C  | T  | C  | T  | C  | T  | C  | T  | C  | T  | C  | T  | C  | T  | T  | C  | T  |
| Risultato | V | V | N | N | V | V | V | V | P | V  | N  | V  | V  | V  | V  | N  | V  | V  | V  | N  | V  | V  | P  | N  | N  | V  | V  | V  | N  | V  | V  | P  | P  | V  |
| Posizione | 6 | 2 | 3 | 4 | 3 | 1 | 1 | 1 | 1 | 1  | 2  | 2  | 1  | 1  | 1  | 1  | 1  | 1  | 1  | 1  | 1  | 1  | 1  | 1  | 1  | 1  | 1  | 1  | 1  | 1  | 1  | 1  | 1  | 1  |

Legenda:

Luogo: C = Casa; T = Trasferta. Risultato: V = Vittoria; N = Pareggio; P = Sconfitta.

### Statistiche dei giocatori
| Giocatore      | Bundesliga | Bundesliga | Bundesliga  | Bundesliga | Coppa di Germania | Coppa di Germania | Coppa di Germania | Coppa di Germania | Coppa UEFA | Coppa UEFA | Coppa UEFA  | Coppa UEFA | Totale   | Totale | Totale      | Totale     |
| Giocatore      | Presenze   | Reti       | Ammonizioni | Espulsioni | Presenze          | Reti              | Ammonizioni       | Espulsioni        | Presenze   | Reti       | Ammonizioni | Espulsioni | Presenze | Reti   | Ammonizioni | Espulsioni |
| -------------- | ---------- | ---------- | ----------- | ---------- | ----------------- | ----------------- | ----------------- | ----------------- | ---------- | ---------- | ----------- | ---------- | -------- | ------ | ----------- | ---------- |
| U. Borowka     | 31         | 1          | 3           | 0          | 4                 | 0                 | 0                 | 0                 | 8          | 0          | 0           | 0          | 43       | 1      | 3           | 0          |
| R. Bratseth    | 31         | 0          | 1           | 0          | 6                 | 1                 | 1                 | 0                 | 10         | 0          | 0           | 0          | 47       | 1      | 2           | 0          |
| D. Burdenski   | 3          | 0          | 0           | 0          | 0                 | 0                 | 0                 | 0                 | 0          | 0          | 0           | 0          | 3        | 0      | 0           | 0          |
| M. Burgsmüller | 26         | 6          | 1           | 0          | 4                 | 0                 | 0                 | 0                 | 8          | 2          | 0           | 0          | 38       | 8      | 1           | 0          |
| D. Eilts       | 2          | 0          | 0           | 0          | 0                 | 0                 | 0                 | 0                 | 0          | 0          | 0           | 0          | 2        | 0      | 0           | 0          |
| C. Hanses      | 0          | 0          | 0           | 0          | 0                 | 0                 | 0                 | 0                 | 0          | 0          | 0           | 0          | 0        | 0      | 0           | 0          |
| G. Hermann     | 30         | 0          | 1           | 0          | 5                 | 0                 | 1                 | 0                 | 9          | 0          | 0           | 0          | 44       | 0      | 2           | 0          |
| M. Kutzop      | 17         | 1          | 3           | 0          | 4                 | 1                 | 1                 | 1                 | 4          | 0          | 0           | 0          | 25       | 2      | 4           | 1          |
| N. Meier       | 26         | 7          | 4           | 0          | 6                 | 2                 | 2                 | 0                 | 8          | 0          | 0           | 0          | 40       | 9      | 6           | 0          |
| B. Möhlmann    | 1          | 0          | 0           | 0          | 0                 | 0                 | 0                 | 0                 | 0          | 0          | 0           | 0          | 1        | 0      | 0           | 0          |
| F. Neubarth    | 22         | 6          | 3           | 1          | 5                 | 4                 | 0                 | 0                 | 6          | 4          | 0           | 0          | 33       | 14     | 3           | 1          |
| F. Ordenewitz  | 30         | 15         | 2           | 0          | 6                 | 3                 | 0                 | 0                 | 10         | 2          | 0           | 0          | 46       | 20     | 2           | 0          |
| J. Otten       | 30         | 0          | 4           | 0          | 4                 | 0                 | 0                 | 0                 | 9          | 0          | 0           | 0          | 43       | 0      | 4           | 0          |
| O. Reck        | 32         | 0          | 0           | 1          | 6                 | 0                 | 1                 | 0                 | 10         | 0          | 0           | 0          | 48       | 0      | 1           | 1          |
| K. Riedle      | 33         | 18         | 5           | 0          | 6                 | 2                 | 1                 | 0                 | 10         | 4          | 0           | 0          | 49       | 24     | 6           | 0          |
| M. Ruländer    | 2          | 0          | 0           | 0          | 2                 | 0                 | 0                 | 0                 | 2          | 0          | 0           | 0          | 6        | 0      | 0           | 0          |
| G. Sauer       | 33         | 2          | 2           | 2          | 4                 | 0                 | 2                 | 0                 | 9          | 3          | 0           | 0          | 46       | 5      | 4           | 2          |
| T. Schaaf      | 29         | 1          | 1           | 0          | 4                 | 1                 | 0                 | 0                 | 9          | 1          | 0           | 0          | 42       | 3      | 1           | 0          |
| M. Votava      | 32         | 2          | 7           | 0          | 6                 | 1                 | 0                 | 0                 | 10         | 0          | 0           | 0          | 48       | 3      | 7           | 0          |
| T. Wolter      | 16         | 0          | 2           | 0          | 4                 | 0                 | 1                 | 0                 | 5          | 1          | 0           | 0          | 25       | 1      | 3           | 0          |